# Annie Jump Cannon

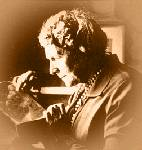
Annie Jump Cannon

Annie Jump Cannon (n. 11 decembrie 1863 — d. 13 aprilie 1941) a fost un astronom american pe a cărei muncă se bazează catalogarea modernă a stelelor.  Împreună cu Edward C. Pickering, ea este creditată cu realizarea schemei de clasificare stelară Harvard, care clasifică stelele în funcție de temperatură (și comparativ cu Soarele).